# Рови (Лодзинське воєводство)
Рови (пол. Rowy) — село в Польщі, у гміні Врублев Серадзького повіту Лодзинського воєводства.
Населення — 272 особи (2011).
У 1975-1998 роках село належало до Серадзького воєводства.

## Демографія
Демографічна структура станом на 31 березня 2011 року:
|          | Загалом | Допрацездатний вік | Працездатний вік | Постпрацездатний вік |
| -------- | ------- | ------------------ | ---------------- | -------------------- |
| Чоловіки | 139     | 28                 | 97               | 14                   |
| Жінки    | 133     | 28                 | 71               | 34                   |
| Разом    | 272     | 56                 | 168              | 48                   |